# رودي تلوي
رودي تلويهو مهاجم كرة قدم إندونيسي سابق، لعب مع منتخب الهند الشرقية الهولندية في كأس العالم 1938.

## وصلات خارجية
رودي تلوي على موقع الاتحاد الدولي (مؤرشف)  (الإنجليزية)
- رودي تلوي على موقع Soccerway.com (الإنجليزية)